# Beth Goobie
Beth Goobie (* 1959 in Guelph, Ontario) ist eine kanadische Schriftstellerin und Psychotherapeutin.

## Leben
Beth Goobie wurde 1959 im kanadischen Guelph, Ontario geboren. Nach ihrem High-School-Abschluss studierte sie Psychologie. Sechs Jahre lang arbeitete sie als Psychotherapeutin und half physisch und sexuell missbrauchten Kindern. Seit 1987 ist sie preisgekrönte Autorin mehrerer Bücher, in denen es um Themen wie Mobbing und Missbrauch geht. Davon erschienen bisher vier Titel in deutscher Sprache.

## Bisher veröffentlichte Bücher
- Group Homes From Outer Space (1992)
- Mission Impossible (1994)
- Hit And Run (1994)
- Scars Of Light (1995)
- Could I Have My Body Back Now, Please (1996)
- I’m Not Convinced (1997)
- The Good, The Bad And The Suicidal (1997)
- The Only-Good Heart (1998)
- The Colours Of Carol Molev (1998)
- The Dream Where The Losers Go (1991)
- Before Wings (2001) (Flügel aus Glas 2005)
- Sticks And Stones (2002)
- Kicked Out (2002)
- The Lottery (2002) (Ausgelost – Mobbing in der Highschool )
- Who Owns Kelly Paddik? (2003) (Gefasst 2009)
- Flux (2004)
- Something Girl (2005)
- Fixed (2005) (Erstarrt 2009)
- The Dream Where The Losers Go (2006)
- Hello, Groin (2006)

## Bisher veröffentlichte Sammlungen
- The Girls That Dream Me (1999)
- Rave (2000) (in Zusammenarbeit mit Carmen Aguirre und Edward Roy)